# Infinitely Polar Bear
Infinitely Polar Bear (bra Sentimentos Que Curam; prt Amor Polar) é um filme estadunidense de 2014, uma comédia dramática escrita e dirigida por Maya Forbes.

## Sinopse
Cameron sofre de transtorno bipolar. Um dia, ele tem um colapso, o que faz com que seja internado em uma instituição psiquiátrica e fique longe da esposa, Maggie, e das filhas, Amelia e Faith. Para melhorar a situação financeira da família, Maggie decide fazer um Mestrado em Nova York para pode arrumar um emprego melhor e pede a Cameron, que teve alta da instituição, que cuide das filhas enquanto estiver fora. Cameron aceita o pedido e o vê como uma ajuda em sua recuperação e uma oportunidade para reconciliar-se com sua família.     

## Elenco
- Mark Ruffalo: Cameron Stuart
- Zoe Saldana: Maggie Stuart
- Imogene Wolodarsky: Amelia Stuart
- Ashley Aufderheide:Faith Stuart
- Keir Dullea: Murray Stuart

## Prêmios e indicações

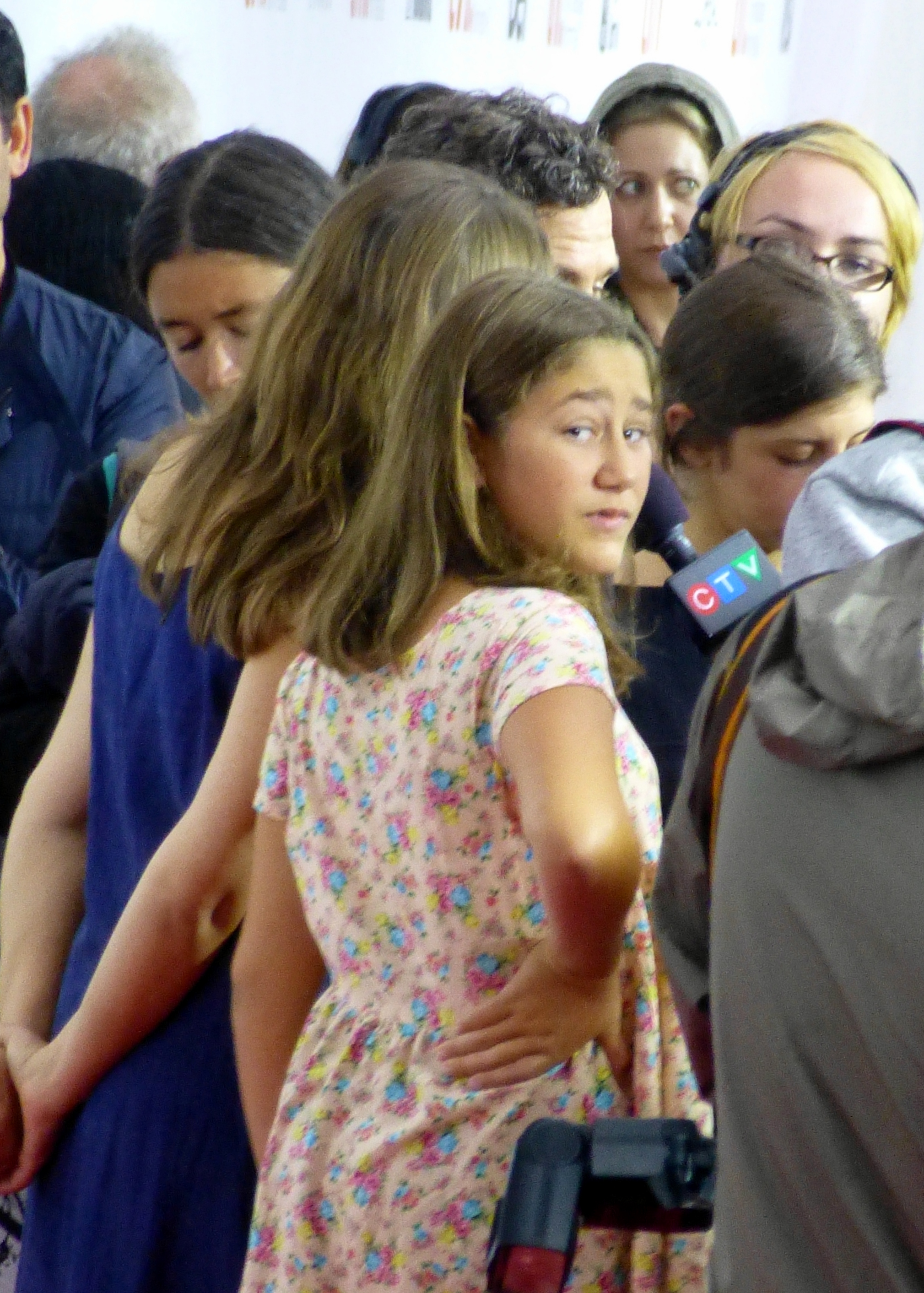
A atriz infantil Imogene Wolodarsky na estreia de Infinitely Polar Bear no Festival de Toronto, em 2014

### Prêmios
Festival de Palm Springs - 2014
- Diretor a observar - Maya Forbes[carece de fontes?]

 Women's Image Network Awards - 2015
- Melhor filme dirigido por uma mulher[carece de fontes?]

### Indicações
Festival de Sundance - 2014
- Grande Prêmio do Júri[carece de fontes?]

 Women's Image Network Awards - 2015
- Melhor atriz: Zoe Saldana[carece de fontes?]
- Melhor roteiro escrito por uma mulher[carece de fontes?]

 Globo de Ouro - 2016
- Melhor ator - comédia ou musical - Mark Ruffalo[3]

 Black Reel Awards - 2016
- Melhor atriz - Zoe Saldana